# Acalypha racemosa
Acalypha racemosa é uma espécie de flor do gênero Acalypha, pertencente à família Euphorbiaceae.